# Fenghe Zhen
Fenghe Zhen (kinesiska: 凤合, 凤合镇) är en köping i Kina. Den ligger i provinsen Yunnan, i den sydvästra delen av landet, omkring 91 kilometer norr om provinshuvudstaden Kunming. Antalet invånare är 31 696. Befolkningen består av 15 709 kvinnor och 15 987 män. Barn under 15 år utgör 24,0 %, vuxna 15-64 år 66 %, och äldre över 65 år 9,0 %.
Genomsnittlig årsnederbörd är 919 millimeter. Den regnigaste månaden är juni, med i genomsnitt 200 mm nederbörd, och den torraste är januari, med 8 mm nederbörd.